# Matthews (Indiana)
Pour les articles homonymes, voir Matthews.
Matthews est une municipalité située dans le comté de Grant, dans l’État de l'Indiana, aux États-Unis. Lors du recensement de 2020, elle comptait 494 habitants.